# Heteropoda leptoscelis
Heteropoda leptoscelis là một loài nhện trong họ Sparassidae.
Loài này thuộc chi Heteropoda. Heteropoda leptoscelis được Tord Tamerlan Teodor Thorell miêu tả năm 1892.